# 프리마 돌
《프리마 돌》(일본어: プリマドール 푸리마 도루[*])는 key가 제작한 일본의 미디어 믹스 프로젝트다. '노래와 인형'을 주제로 캐릭터들의 생각과 성장을 그린다.

## 등장인물
하이자쿠라(灰桜)
성우 - 와키 아즈미 / 원화 - Na-Ga
키는 138cm. 좋아하는 것은 단팥빵. 꿈은 자기의 임무를 아는 것. 초기화되어 있어 전쟁 때의 기억이 없다. 노래 부르는 것이 특기. 레첼과 하이카구라의 교육 담당도 맡고 있다.
카라스바(鴉羽）
성우 - 쿠스노키 토모리 / 원화 - 후지 초코
키는 155cm. 좋아하는 것은 농후한땅콩버터셰이크。꿈은 흑묘정을 지키는 것. 흑묘정의 리더라서 때로는 나기의 대리를 맡기도 한다. 잘 돌보고 주변 사람들에게 친숙하다다.
겟카(月下)
성우 - 토미타 미유 / 원화 - 하라 유이
키는 128cm. 좋아하는 것은 타이야키. 꿈은 새로운 임무를 원하는 것. 전 정찰 인형의 잔재, 무뚝뚝한 어조로 말한다.
호키보시(箒星）
성우 - 나카시마 유키 / 원화 - 모리쿠라 엔
키는 158cm. 좋아하는 것은 일기나 편지를 쓰는 것. 꿈은 커다란 목소리로 노래 부르는 것. 흑묘정의 주방 점원이며 아주 훌륭한 요리사다. 매일 일기를 쓰고 하이자쿠라에게 일기를 쓰는 법을 가르쳤다.
레첼(レーツェル)
성우 - 키토 아카리 / 원화 - lack
키는 142cm. 좋아하는 것은 나이프. 꿈은 임무를 주길 원하는 것. 로베리아제의 인형으로, 작중에 등장하는 다른 오토마타와는 계통이 다르다. 하이자쿠라을 "언니"라고 부른다. 우아한 분위기를 풍기고 있지만 하이카구라에 질투하는 등의 일면도 보인다.
하이카구라(灰神楽)
성우 - 쿠로사와 토모요 / 원화 - Na-Ga
키는 140cm. 하이자쿠라를 언니라고 부른다. 카라스바와 하이자쿠라가 역에서 흑묘정에 데리고 돌아갔다. 기억이 없는 상태다.
토마 나기(遠間ナギ)
성우 - 무라세 아유무 / 원화 - Na-Ga
오토마타가 일하는 카페, 흑묘정의 오너. 과거에는 군의 기술 장교였던 인형 기사로 유지 관리 전반도 담당한다.
오쿠노미야 오토메(奥宮おとめ)
성우 - 스와 아야카 / 원화 - 후지 초코
황국 군인으로 나기의 전우다. 나기부터는 "오토메짱"으로 불린다.

## TV 애니메이션
2022년 7월부터 9월까지 TOKYO MX 및 기타 네트워크에서 방영되었다.
인터넷 유통 사이트 ABEMA에서는 2022년 7월 3일부터 지상파 5일 전 생방송으로 독점 선행방송을 했다.

### 스태프
- 원안 - VISUAL ARTS/Key
- 원작 - VISUAL ARTS/Key, 바이브리 애니메이션 스튜디오
- 감독 - 텐쇼
- 시리즈 구성·각본 - 오카노 토야, 카이
- 캐릭터 원안 - Na-Ga, 후지 초코, 하라 유이, 모리쿠라 엔, lack
- 캐릭터 디자인·총 작화감독 - 야노 아카네
- 메카닉 원안 - 이시와타리 마코토
- 색채 설계 - 오오타 유이하
- 미술 감독 - 미야케 마사카즈
- 미술 설정 - 아라이 카즈히로, 사나미 유리
- CG 디렉터 - 미노와 료지
- 촬영 감독 - 카이 유키
- 편집 - 타케미야 무츠미
- 음향 감독 - 츠치야 마사노리
- 음향 제작 - 닥스 프로덕션
- 음악 제작 - VISUAL ARTS, NBC유니버설 엔터테인먼트 재팬
- 프로듀서 - 타카하시 카즈아키, 아오이 히로유키, 오카노 토야, 스즈키 토시히로, 카시무라 에미, 아키타 신고, 야마시타 료헤이, 마츠이 유코, 사이토 히로오
- 애니메이션 프로듀서 - 오바타 마사히로
- 애니메이션 제작 - 바이브리 애니메이션 스튜디오
- 제작 - 프리마 돌 제작위원회

### 주제가
Tin Toy Melody
메인 캐릭터들의 유닛인 샤누아르가 부른 오프닝 테마. 작사·작곡은 마에다 준, 편곡은 MANYO.
옅은 벚꽃(薄花桜)
하아자쿠라(와키 아즈미)가 부른 1화 엔딩 테마. 작사는 오카노 토야, 작곡은 오리토 신지, 편곡은 나스노 신페이.
보름 전날의 달(待宵月)
겟카(토미타 미유)가 부른 2화 엔딩 테마. 작사는 Soflan Daichi, 작곡·편곡은 야마구치 타코.
별의 길잡이(星導～ホシシルベ～)
호키보시(나카시마 유키)가 부른 3화 엔딩 테마. 작사는 무츠미 스미요, 작곡·편곡은 오카와 시게노부.
누덕누덕(ツギハギ)
카라스바(쿠스노키 토모리)가 부른 4화 엔딩 테마. 작사는 Soflan Daichi, 작곡·편곡은 이우치 마이코.
빗속의 길 잃은 고양이(雨の迷い猫)
하이자쿠라(와키 아즈미)와 레첼(키토 아카리)가 부른 5화 엔딩 테마. 작사는 오카노 토야, 작곡·편곡은 bermei.inazawa.
꿈이 꽃피는*화려한 무대(夢咲＊ハレ舞台)
샤누아르가 부른 6화 엔딩 테마와 10화 삽입곡. 작사는 무츠미 스미요, 작곡·편곡은 무츠키 슈헤이
생각하는 노래의 등불(想歌灯)
샤누아르가 부른 7화~11화 엔딩 테마. 작사는 카이, 작곡은 오리토 신지, 편곡은 야마구치 타코.
캐모마일의 노래(カミツレの歌)
하이자쿠라(와키 아즈미)와 치요(쿠노 미사키)와 유기리(코마츠 미카코)가 부른 1화 삽입곡 작사는 오카노 토야, 작곡·편곡은 rionos.
꽃날개옷(華羽織)
하이자쿠라(와키 아즈미)와 카라스바(쿠스노키 토모리)가 부른 4화 삽입곡. 작사는 카이. 작곡·편곡은 MANYO.
달에서 온 향기(月來香)
겟카(토미타 미유)가 부른 7화 삽입곡. 작사는 Soflan Daichi, 작곡·편곡은 오스미 토모타카.
갈채의 노래(祝彩歌)
하이자쿠라(와키 아즈미)가 부른 8화, 9화 삽입곡. 작사는 무츠미 스미요, 작곡·편곡은 오카와 시게노부.
아이스크림의 노래(アイスクリームの歌)
하이자쿠라(와키 아즈미)와 치요(쿠노 미사키)가 부른 10화 삽입곡. 작사는 오카노 토야, 작곡은 미즈츠키 료.
시간의 요람(時のゆりかご)
오카(나카하라 마이)가 부른 11화 삽입곡. 작사는 무츠미 스미요, 작곡·편곡은 와타나베 키요시.
기계 장치의 찬송가(機械仕掛けの賛歌)
샤누아르가 부른 12화 삽입곡. 작사·작곡은 마에다 준, 편곡은 MANYO.

### 방영 목록
| 화수   | 제목                                         | 각본        | 그림 콘티             | 연출                           | 작화 감독                                                       | 방송일         |
| ------ | -------------------------------------------- | ----------- | --------------------- | ------------------------------ | --------------------------------------------------------------- | -------------- |
| 제1화  | はじめての旋律 첫 번째 선율                  | 오카노 토야 | 텐쇼                  | 아오키 you이치로               | 히라카 유키에 오치아이 료스케                                   | 2022년 7월 9일 |
| 제2화  | 月と奏でる 달과 연주하다                     | 오카노 토야 | 카미키타 코마리       | 아오키 you이치로               | 미즈사키 켄타 유키 시즈쿠                                       | 7월 16일       |
| 제3화  | 星空の鎮魂歌 별하늘의 진혼가                 | 오카노 토야 | 아오키 you이치로      | 아오키 you이치로               | 요코마츠 유마 카미우토 타츠오 Joao 사카이 사토시                | 7월 23일       |
| 제4화  | 羽音は巡る 날갯소리는 맴돈다                 | 오카노 토야 | 카미키타 코마리 텐쇼  | 하사코 카이 야마모토 타카노리  | 오치아이 료스케 모리야마 타케시 스튜디오 그램                   | 7월 30일       |
| 제5화  | 雨に歌えば 비에게 노래하면                   | 오카노 토야 | 카미키타 코마리       | 코시 시게오                    | 키타지마 유키 코토쿠 마미 후쿠시마 토요아키                     | 8월 6일        |
| 제6화  | 黒猫亭の音楽会 흑묘정의 음악회               | 카이        | 아오키 you이치로 텐쇼 | 아오키 you이치로               | 오치아이 료스케                                                 | 8월 13일       |
| 제7화  | 夢想の日々 몽상의 나날                       | 오카노 토야 | 신타니 켄토           | 아오키 you이치로               | 오치아이 료스케 미즈사키 켄타 유키 시즈쿠 Nguyen Trang_찬       | 8월 20일       |
| 제8화  | 常冬のロンド 한겨울의 론도                   | 카이        | 야마모토 류타         | 카토 아키라                    | 아카오 료타로 네리마구 무무신 리바이벌 원오더 성월동화 시드     | 8월 27일       |
| 제9화  | ひとときの六重奏 한때의 6중주                | 카이        | 야마모토 류타         | 야마모토 류타 아오키 you이치로 | 타테오카 치아키 모리야마 타케시 토나리 애니메이션               | 9월 3일        |
| 제10화 | 斉唱は終わらない 제창은 끝나지 않아          | 카이        | 야마모토 타카노리     | 야마모토 타카노리              | 타테오카 치아키 미즈사키 켄타 모리야마 타케시 토나리 애니메이션 | 9월 10일       |
| 제11화 | 戦歌万雷 전가 만뢰                           | 오카노 토야 | 시미즈 사토시         | 세키 아키코                    | 오치아이 료스케 타테오카 치아키                                 | 9월 17일       |
| 제12화 | この想い、響かせて 이 마음, 울려 퍼지게 해줘 | 오카노 토야 | 텐쇼                  | 아오키 you이치로               | 야노 아카네 오치아이 료스케 나가타 유카                         | 9월 24일       |

### Web 라디오
《TV 애니메이션 《프리마돌》 흑묘정 라디오국》이 2022년 6월 23일부터 2023년 1월 12일까지 Radiotalk에서 와키 아즈미(하이자쿠라 역)와 토미타 미유(겟카 역)의 퍼스널리티에 맞아 스트리밍되었다. 총 14회.